# Саргино
Саргино — посёлок в Вельском районе Архангельской области. Входит в состав Попонаволоцкого сельского поселения.

## География
Посёлок расположен в южной части области на расстоянии примерно в 79 километрах по прямой к северо-востоку от районного центра Вельска.
Часовой пояс
Посёлок Саргино как и вся Архангельская область, находится в часовой зоне МСК (московское время). Смещение применяемого времени относительно UTC составляет +3:00.

## Население
| 2002 | 2010 | 2012 | 2014 |
| ---- | ---- | ---- | ---- |
| 227  | ↘138 | ↗156 | ↘153 |

Национальный состав
Согласно результатам переписи 2002 года, в национальной структуре населения русские составляли 96 % из 226 чел..